# Ahmet Dakli
Ahmet Dakli (ur. 15 grudnia 1879 w Elbasanie, zm. 2 października 1947) – burmistrz Elbasanu w latach 1916–1917 i 1937–1939 oraz Durrës w latach 1929–1937.

## Życiorys
Przed niepodległością Albanii pracował w urzędzie w Elbasanie. W 1912 roku walczył przeciwko młodoturkom.
Od listopada 1916 do października 1917 był burmistrzem Elbasanu.
Po powrocie Ahmeda Zogu do władzy w grudniu 1924, Dakli opuścił Albanię; przebywał wówczas w Wiedniu i Zarze, gdzie do 1928 roku rozwijał swoją działalność handlową. Powrócił jednak do Albanii, gdzie w latach 1929–1937 był burmistrzem Durrës, następnie ponownie od marca 1937 do kwietnia 1939 pełnił funkcję burmistrza Elbasanu.
Od grudnia 1940 do października 1941 był internowany przez władze włoskie we Florencji.
We wrześniu 1943 należał do 22-osobowego Komitetu Narodowego Albanii, który po kapitulacji Włoch i przed wkroczeniem wojsk niemieckich ogłosił niepodległość i neutralność Albanii z Ibrahimem Biçaku na czele.
W 1947 roku władza komunistyczne nakazały Dakliemu zapłacić 500 000 franków albańskich oraz sekwestrowano mu dom; na dwa dni przed sekwestracją Dakli popełnił samobójstwo dnia 2 października 1947.

## Życie prywatne
Jest dziadkiem Engjëlla Dakliego (ur. 1955), który też jest politykiem.